# Erzbistum Taunggyi
Das Erzbistum Taunggyi (lat.: Archidioecesis Taunggyiensis) ist ein Erzbistum der Römisch-katholischen Kirche mit Sitz in Taunggyi, Myanmar.

## Geschichte
Das Erzbistum wurde am 21. März 1961 als Bistum Taunggyi (lat. Taunggyiensis), einem Suffragan des Erzbistums Yangon aus dem Bistum Toungoo durch Papst Johannes XXIII. gegründet; erster Bischof war John Baptist Gobbato PIME. Durch Papst Johannes Paul II. wurde das Bistum am 17. Januar 1998 zum Erzbistum erhoben.

## Weblinks

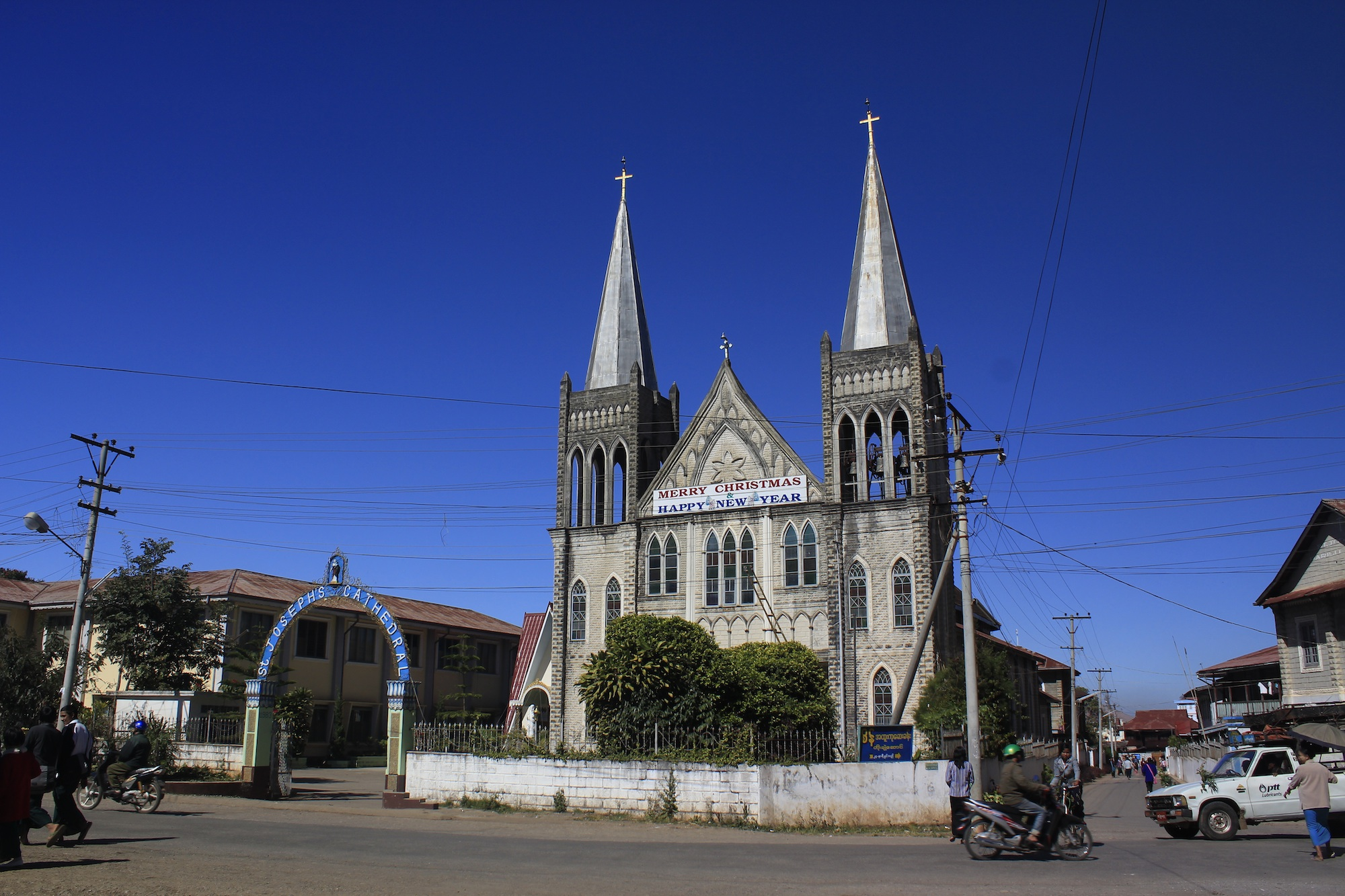
Kathedrale von Sankt Joseph